# JetTrain
JetTrain  je bil eksperimentalni visokohitrostni vlak kanadskega podjetja Bombardier Transportation. Namen je bil razširiti visokohitrostno železniško omrežje v Severni Ameriki. Uporabljal naj bi tehnologijo vlakov LRC in Acela Express. Za razliko od Acele, ki jo poganja električni motor, bi JetTrain poganjal dizelski motor in več turbogrednih motorjev za večje hitrosti.